# Хасанов, Мукум Хасанович
Мукум Хасанович Хасанов — советский хозяйственный, государственный и политический деятель.

## Биография
Родился в Самаркандской области. Член КПСС.
С 1959 года — на хозяйственной, общественной и политической работе. В 1959—1991 гг. — комсомольский работник в Самаркандской области, первый секретарь Самаркандского областного комитета ЛКСМ Узбекистана, партийный работник в Самаркандской области, первый секретарь Джамбайского райкома КП Узбекистана, секретарь Джизакского областного комитета КП Узбекистана, председатель Сырдарьинского облисполкома.
Избирался депутатом Верховного Совета Узбекской ССР 12-го созыва.
Живёт в Узбекистане.

## Награды и звания
- орден Октябрьской Революции (27.12.1976)
- орден Трудового Красного Знамени (08.12.1973)
- орден Дружбы народов (04.03.1980)
- орден «Знак Почёта» (01.03.1965; 08.04.1971)